# Alfons Maria Stickler
Alfons Maria Stickler (23 augustus 1910 – 12 december 2007) was een Oostenrijks kardinaal.

## Biografie
Stickler werd geboren in Neunkirchen. Hij trad in 1928 toe tot de Salesianen van Don Bosco en werd 1937 priester gewijd. Hij gaf les aan de Pauselijke Salesiaanse Universiteit. Tussen 1958 en 1966 was hij vervolgens ook rector van deze universiteit. Op het Tweede Vaticaanse Concilie fungeerde hij als peritus. In 1983 werd hij titulair aartsbisschop van Volsinium en pro-archivaris van het Vaticaans Geheim Archief en pro-bibliothecaris van de Vaticaanse Bibliotheek. In 1985 werd hij kardinaal, en drie jaar later, in 1988, ging de kardinaal in emeritaat.
Stickler behoorde tot de behoudende factie binnen het College van Kardinalen. Zo was hij een pleitbezorger voor de herintroductie van de Tridentijnse mis en een vurig verdediger van het verplichte celibaat voor priesters.
De kardinaal celebreerde graag de mis in zijn titelkerk, de San Giorgio in Velabro, thuiskerk van de paters Kruisheren.
Met het overlijden van de bijna 97-jarige Johannes Willebrands in 2006 werd hij de oudst nog levende kardinaal. Stickler overleed zelf een jaar later op 97-jarige leeftijd.
- Bibsys: 90936736
- Biblioteca Nacional de España: XX995947
- Bibliothèque nationale de France: cb119876763 (data)
- Catàleg d'autoritats de noms i títols de Catalunya: 981058528467206706
- CiNii: DA01603034
- Gemeinsame Normdatei: 119047330
- International Standard Name Identifier: 0000 0001 2147 2478
- Library of Congress Control Number: n82246527
- Nationale Bibliotheek van Tsjechië: pna2010592444
- Nationale bibliotheek van Australië: 56964824
- Nationale Bibliotheek van Israël: 987007268568305171
- Nationale Bibliotheek van Polen: a0000001870352
- Nationale en Universitaire bibliotheek Zagreb: 000437165
- Nederlandse Thesaurus van Auteursnamen: 075227800
- Istituto Centrale per il Catalogo Unico: CFIV054602
- Système universitaire de documentation: 027942163
- Trove: 1676774
- Virtual International Authority File: 109120053
- WorldCat: E39PBJgXbTTCQwwmWtVTq74yVC